# RFL Championship 1930-31
El Championship de 1930-31 fue la 36.º edición del torneo de rugby league más importante de Inglaterra.

## Formato
Los equipos se enfrentaron en formato de todos contra todos, los primeros cuatro equipos clasificaron a postemporada.
Se otorgaron 2 puntos por cada victoria, 1 por el empate y 0 por la derrota.

## Desarrollo

### Tabla de posiciones
| Pos. | Equipo               | Encuentros | Encuentros | Encuentros | Encuentros | Tantos | Tantos | Puntos |
| Pos. | Equipo               | PJ         | PG         | PE         | PP         | F      | C      | Puntos |
| ---- | -------------------- | ---------- | ---------- | ---------- | ---------- | ------ | ------ | ------ |
| 1    | Swinton Lions        | 38         | 31         | 2          | 5          | 504    | 156    | 64     |
| 2    | Leeds Rhinos         | 38         | 29         | 1          | 8          | 695    | 258    | 59     |
| 3    | Wigan Warriors       | 38         | 28         | 2          | 8          | 657    | 199    | 58     |
| 4    | Oldham RLFC          | 38         | 27         | 4          | 7          | 464    | 178    | 58     |
| 5    | Huddersfield Giants  | 38         | 27         | 2          | 9          | 545    | 272    | 56     |
| 6    | Halifax RLFC         | 38         | 25         | 3          | 10         | 405    | 283    | 53     |
| 7    | St Helens RFC        | 38         | 25         | 1          | 12         | 502    | 344    | 51     |
| 8    | Hunslet FC           | 38         | 24         | 2          | 12         | 523    | 278    | 50     |
| 9    | Salford Red Devils   | 38         | 23         | 3          | 12         | 420    | 256    | 49     |
| 10   | Warrington Wolves    | 38         | 23         | 2          | 13         | 447    | 291    | 48     |
| 11   | York FC              | 38         | 23         | 1          | 14         | 441    | 361    | 47     |
| 12   | Pilkington Recs      | 38         | 21         | 2          | 15         | 436    | 243    | 44     |
| 13   | Hull Kingston Rovers | 38         | 21         | 0          | 17         | 345    | 399    | 42     |
| 14   | Wakefield Trinity    | 38         | 20         | 0          | 18         | 510    | 438    | 40     |
| 15   | Liverpool Stanley    | 38         | 17         | 3          | 18         | 398    | 435    | 37     |
| 16   | Hull FC              | 38         | 17         | 2          | 19         | 398    | 428    | 36     |
| 17   | Broughton Rangers    | 38         | 15         | 5          | 18         | 376    | 366    | 35     |
| 18   | Dewsbury Rams        | 38         | 14         | 2          | 22         | 418    | 406    | 30     |
| 19   | Barrow Raiders       | 38         | 12         | 6          | 20         | 350    | 481    | 30     |
| 20   | Castleford Tigers    | 38         | 15         | 0          | 23         | 351    | 539    | 30     |
| 21   | Leigh Centurions     | 38         | 11         | 3          | 24         | 248    | 479    | 25     |
| 22   | Widnes Vikings       | 38         | 11         | 2          | 25         | 245    | 450    | 24     |
| 23   | Batley Bulldogs      | 38         | 11         | 1          | 26         | 245    | 505    | 23     |
| 24   | Rochdale Hornets     | 38         | 10         | 2          | 26         | 330    | 557    | 22     |
| 25   | Keighley Cougars     | 38         | 8          | 0          | 30         | 242    | 705    | 16     |
| 26   | Featherstone Rovers  | 38         | 7          | 1          | 30         | 265    | 486    | 15     |
| 27   | Bramley RLFC         | 38         | 5          | 3          | 30         | 251    | 636    | 13     |
| 28   | Bradford Northern    | 38         | 4          | 1          | 33         | 227    | 809    | 9      |

|  | Clasificados a postemporada. |

### Postemporada

#### Semifinal
| 25 de abril de 1931 | Leeds Rhinos | 13 - 0 | Wigan Warriors |  |  |

| 25 de abril de 1931 | Swinton Lions | 16 - 3 | Oldham RLFC |  |  |

#### Final
| 9 de mayo de 1931 | Swinton Lions | 14 - 7 | Leeds Rhinos | Central Park, Wigan |  |

| Bandera de Inglaterra |
| Campeón Swinton Lions |
| Tercer título         |